# Château de Ternant
Le château de Ternant est un château  du XVIIIe siècle situé à Ternant (Côte-d'Or), en Bourgogne-Franche-Comté.

## Localisation
Le château est isolé en forêt de Ternant à l'ouest du village, sur la rive sud de la RD 104b.

## Historique
Du XIe siècle au XVIIe siècle, le principal seigneur de Ternant est le chapitre de Vergy puis celui de Nuits-Saint-Georges à qui on doit la construction de la "Maison basse seigneuriale" en 1560. Le chapitre de Nuits vend le fief en 1675 à Louis de Pélissier qui reconstruit sur l'emplacement d'un ancien relais de chasse des sires de Vergy. En 1740, les Pélissier vendent le fief à Amé François Chavansot Berbis. En 1773, le propriétaire est André-Charles Dubard, conseiller à la cour des comptes, dont la veuve doit vendre l'édifice comme bien national à la famille Lagneau[réf. souhaitée].

## Architecture
Construit aux XVIIe siècle et remanié au XVIIe siècle, le corps de bâtiment est encadré par deux tours carrées aux toits à l'impériale. D’autres vestiges sont réemployés dans les maisons qui le jouxtent[réf. souhaitée].
Les deux corps de bâtiment, y compris l'escalier et la galerie de bois  qui les relie et l'oratoire sont inscrits aux monuments historiques par arrêté du 22 décembre 1987.